# Dyamongou
Dyamongou est une des 47 provinces du Burkina Faso située dans la région de la Tapoa (région).

## Histoire
Le 2 juillet 2025, le gouvernement burkinabè a procédé à une réorganisation territoriale qui a conduit à la création de deux nouvelles provinces, dont celle de Dyamongou, intégrée à la nouvelle région de la Tapoa,.
Le nom Dyamongou est un hydronyme, tiré du principal cours d’eau qui traverse la province.

## Départements

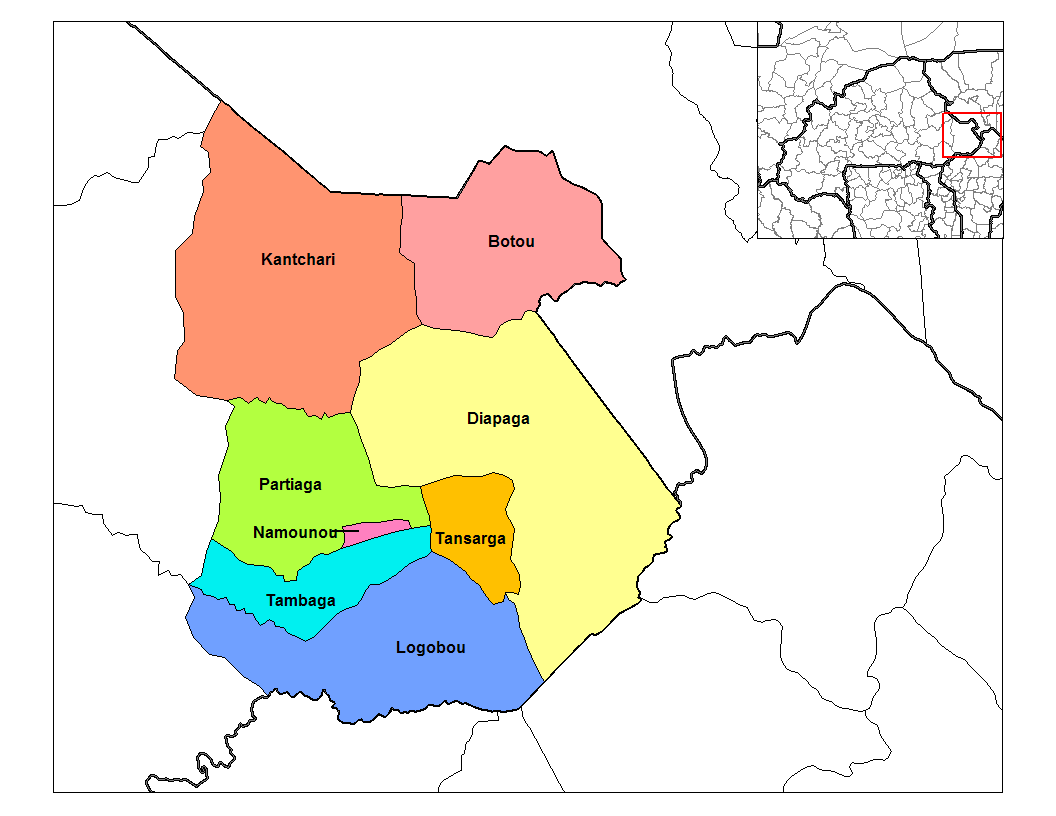
Départements de Tapoa.

La province de Dyamongou comprend 2 départements :
- Botou (département)
- Kantchari

## Démographie
- Chef-lieu : Kantchari